# Du (album)
Du – album niemieckiej piosenkarki Andrei Berg wydany 5 lipca 2004 roku. Kolejny album z wielkimi przebojami, który w pierwszym tygodniu od ukazania się w ciągu 48 godzin osiągnął liczbę ponad 100 000 sprzedanych płyt.
Album dotarł do 1. miejsca niemieckiej listy przebojów - Media Control Charts.

## Lista utworów[3]
1. "Ich hab nie wieder im Regen getanzt" – 03:23
2. "Lass mich jetzt noch nicht gehen" – 03:24
3. "Ich weiß, dass du mich belügst" – 03:50
4. "Schmetterlinge" – 03:42
5. "Warum" – 03:02
6. "Wenn dein Mund mich küsst" – 03:27
7. "Du" – 03:05
8. "Nur die Nacht als Kleid" – 03:22
9. "Was ist geschehn" – 03:46
10. "Grenzenlos" – 03:42
11. "Der Abschiedskuss" – 03:20
12. "Spiel noch einmal nur für mich" – 03:45